# 寒造り
寒造り（かんづくり）とは、日本酒の仕込み方の一つの名称で、気温の低い冬場に仕込むものをいう。寒仕込み（かんじこみ）ともいう。四季醸造の対立概念として用いられることもある。

## 背景
日本においては、江戸時代初期までは四季醸造と名づけられる技術があり、新酒、間酒（あいしゅ）、寒前酒（かんまえざけ / かんまえさけ）、寒酒（かんしゅ）、春酒（はるざけ）と年に五回、四季を通じて酒が造られていた。
しかし、寛文7年（1667年）、当時もっとも酒造技術が進んでいた伊丹でそれまでの寒酒の仕込み方を改良し、この寒造りが確立された。
すると延宝1年（1673年）、徳川幕府は酒造統制の一環として寒造り以外の醸造が禁止するに至り、その結果四季醸造は衰退への一途をたどり、寒造りが醸造法の主流となっていった。
また、寒造りが主流となったことによって、酒造りは冬に限られた仕事となったので、農民が出稼ぎとして冬場だけ杜氏を請け負うようになり、やがて各地にそれぞれ地域的な特徴を持った杜氏の職人集団が生成されていったという側面もうまれた。

## 現在
四季醸造は昭和になって工業技術と空調設備によって復活したが、醪づくりなどいくつかの工程において、酵母に効果的な活動をうながすために低温であることが望ましい。そのため自然な低温環境である冬を利用して、中小の酒蔵では現在もさかんに寒造りがおこなわれている。もっともそれを造る蔵人たちにとっては冬場の早朝の作業は辛苦をともなう。